# 亞納瓦拉區

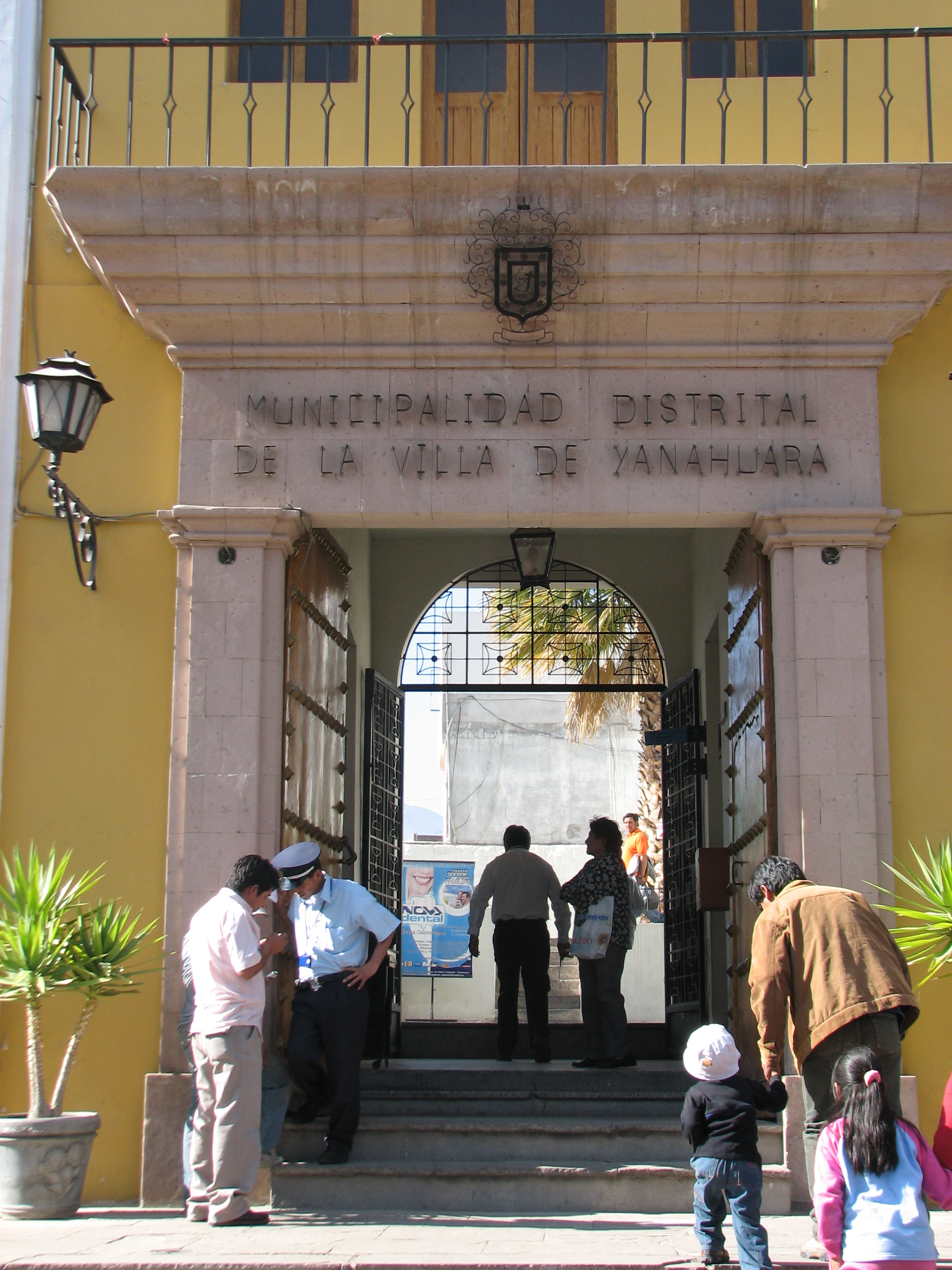

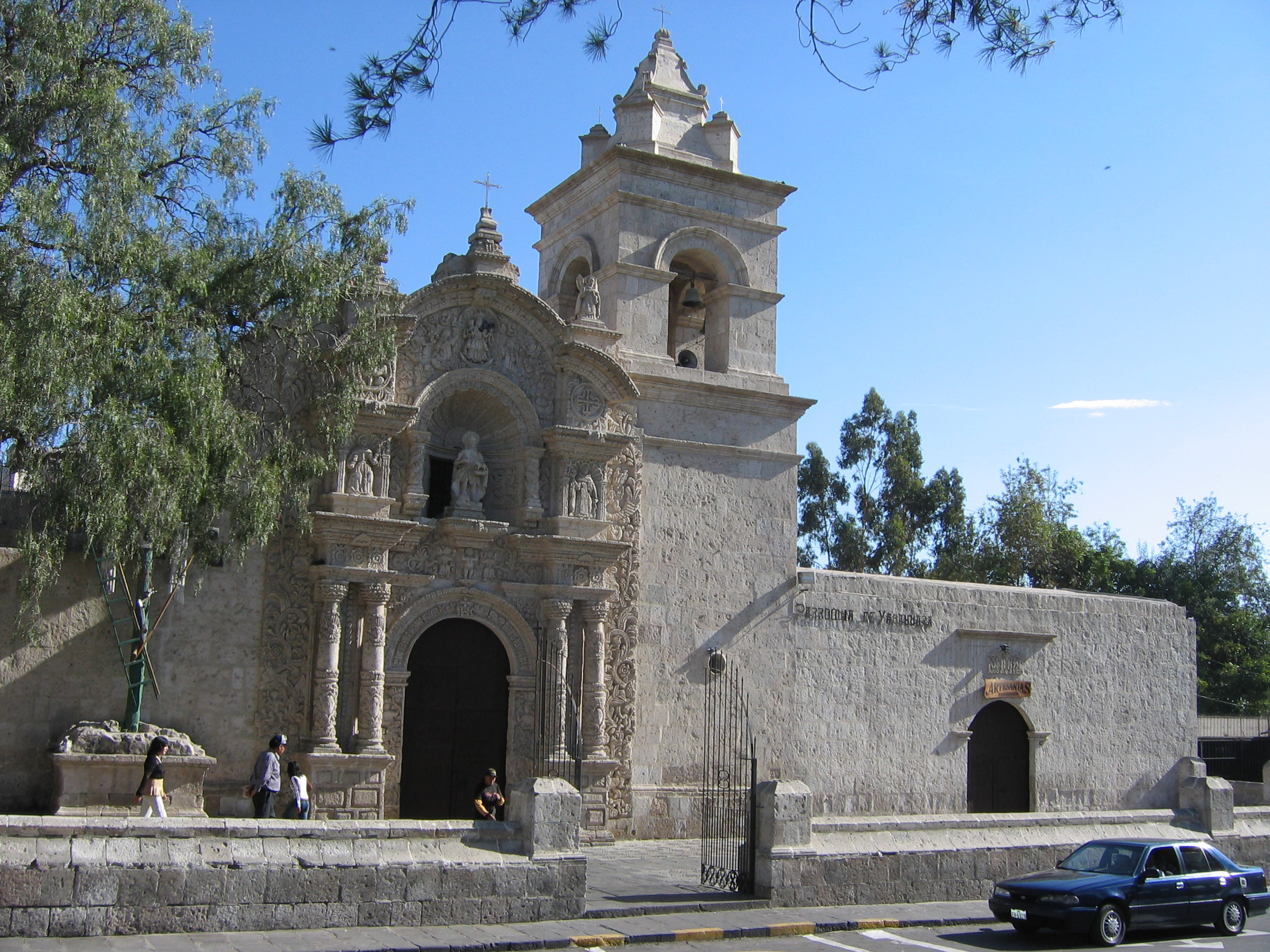

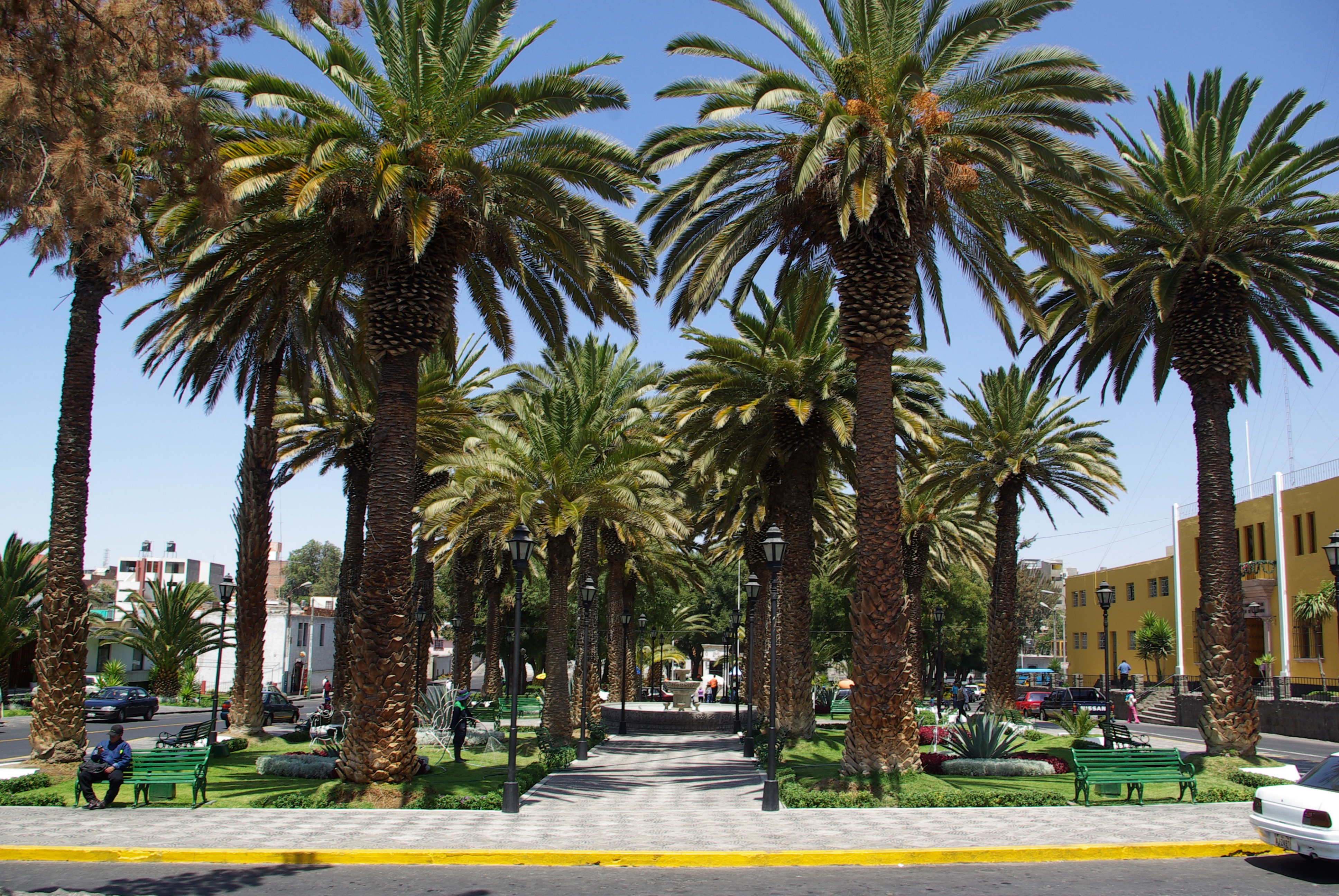

16°23′14″S 71°32′31″W / 16.38722°S 71.54194°W
亞納瓦拉區（西班牙語：Distrito de Yanahuara），是秘魯的一個區，位於該國南部阿雷基帕大區的阿雷基帕省，面積2.2平方公里，海拔高度2,390米，2005年人口20,021，人口密度每平方公里9,100人。